# Вечный странник
«Ве́чный стра́нник» — песня, которую исполнила российская певица Мария Кац (выступавшая под псевдонимом Юдифь) на конкурсе песни «Евровидение-1994». Это был дебют России на «Евровидении», а также первое исполнение песни на русском языке (хотя ранее фраза на русском языке прозвучала в 1969 году в югославской песне Pozdrav svijetu). Автором текста является сама Маша Кац, музыку написал Лев Землинский.
Песня представляет собой балладу, в которой героиня обращается к неназванному герою, которого она называет вечным странником.
На конкурсе песня исполнялась 23-й, вслед за исполнительницей из Венгрии Фридерикой Байер с песней «Kinek mondjam el vétkeimet?» и перед Эдитой Гурняк из Польши с песней «To nie ja». Российская песня пользовалась определённым успехом у трёхмиллионной телевизионной аудитории, заняв в конечном итоге 9-е место и набрав 70 баллов.
В 1999 году по итогам голосования зрителей в Великобритании песня «Вечный странник» вошла в десятку лучших песен за всю историю конкурса.